# Économie du Suriname
L'économie du Suriname est dominée par l'industrie minière qui représente plus d'un tiers du PIB et des revenus du gouvernement. C’est un secteur d'activité sujet à une grande volatilité des prix. Les perspectives économiques de courtes durées dépendent de la capacité du gouvernement à contrôler l'inflation et du développement de projets dans les secteurs miniers comme l'alumine, la bauxite et l'or.
En 1991 et 1996, puis entre 2000 et 2010, le gouvernement du président Ronald Venetiaan, dans un premier temps, a conduit un programme d'austérité, d'augmentation des impôts, et de contrôle de la dépense publique ; les perspectives économiques du Suriname pour le moyen terme dépendent de l'engagement soutenu à une politique monétaire et fiscale responsable et de l'introduction de réformes structurelles de libéralisation des marchés[C'est-à-dire ?].

## Historique
Au début des années 2020, le Suriname connaît une grave crise économique, avec une inflation élevée et une dette extérieure ayant explosé. En 2025, un Surinamais sur cinq vit sous le seuil de pauvreté.

## Agriculture
En 2018, le Suriname a produit 273 000 tonnes de riz, 125 000 tonnes de canne à sucre, en plus de petites productions d'autres produits agricoles, tels que banane (48 000 tonnes),  orange (19 000 tonnes) et noix de coco (14 000 tonnes).

## Industries minières
En janvier 2017, Alcoa cesse de produire de l'aluminium au Suriname ; cette entreprise opérait dans cette région depuis 1916.

## Pétrole
En 2023, une appréciation des deux principales découvertes de pétrole, Sapakara South et Krabdagu, s'est achevée avec succès. Elle confirme des ressources cumulées de près de 700 millions de barils pour les deux champs étudiés, ces réserves se situant entre 100 m et 1.000 m de profondeur. TotalEnergies envisage un investissement d'environ 9 milliards de dollars, Staatsolie, la société pétrolière nationale devant exercer son droit de participation à hauteur de 20 %. Ses réserves de pétrole pourraient représenter 20 milliards de recettes en 20 ans pour l'État.
En mai 2025, le président Chan Santokhi annonce un programme de distribution de la rente pétrolière à la population surinamaise en commençant par les personnes âgées et en situation de handicap, qui recevront chacune 750 dollars.

## Monnaie
En 1954 est introduit le florin du Suriname, qui sera conservé après l'indépendance en 1975. Fin des années 1980, cette monnaie est victime d'une hyperinflation. En 2004, le dollar du Suriname valant 1 000 anciens florins, est introduit, cotant 0,37 dollar américain. En 2020, cette monnaie valait au change 0,07 dollar américain. Le cour du dollar du Suriname s'est encore dégradé en 2021.